# Liste der Museen im Landkreis Oberallgäu
Die Liste der Museen im Landkreis Oberallgäu gibt einen Überblick über aktuelle und ehemalige Museen im Landkreis Oberallgäu in Bayern.

## Aktuelle Museen
| Gemeinde             | Name                          | Kurzbeschreibung | gegründet/ eröffnet | Träger                           | Standort                 | Bild                                       | Link |
| -------------------- | ----------------------------- | --- | ------------------- | -------------------------------- | ------------------------ | ------------------------------------------ | ---- |
| Altusried            | Dorfmuseum Glögglerhaus       | Das Dorfmuseum im Glögglerhaus, einem etwa 300 Jahre alten Bauernhof, zeigt die Verarbeitung von Flachs bis zur fertigen Leinwand sowie Geräte zur Herstellung von Käse und Butter. |                     |                                  | Glögglerhaus             |                                            |      |
| Altusried            | Dorfmuseum Raritäten-Kästle   | Das Dorfmuseum Raritäten-Kästle im Ortsteil Frauenzell zeigt Raritäten aus dem Allgäu, darunter Religiöses, Porzellan, Nippes, Glas, Schmuck, Bierkrüge/-Deckel, Gemälde, Zinngefäße und vieles mehr. |                     |                                  | ehemaliges Feuerwehrhaus | Das reichlich dekorierte Museum von außen. |      |
| Bad Hindelang        | Heimatmuseum Bad Oberdorf     | Das Heimatmuseum in der Oberen Mühle in Bad Oberdorf zeigt Werkzeuge, Einrichtungsgegenstände, Trachten und Fahrzeuge, die die Lebensumstände vergangener Jahrhunderte anschaulich machen, sowie Mineralien und Fossilien. Eine Fotosammlung dokumentiert die Geschichte des Ostrachtals                                                                              |                     |                                  | Obere Mühle              | weitere Bilder                             |      |
| Bad Hindelang        | Kutschenmuseum Hinterstein    | Das Kutschenmuseum in Hinterstein zeigt Schlitten und Kutschen mit lebensgroßen bekleideten Puppen eingebettet in Szenerien mit Landschaftselementen und präparierten Tieren. |                     |                                  | Hinterstein              | weitere Bilder                             |      |
| Buchenberg           | Heimatmuseum Buchenberg       | Das in einem ehemaligen Kleinbauernhaus untergebrachte Heimatmuseum zeigt Wohnstube, Küche und Schlafzimmer einer Kleinbauernfamilie aus der 1. Hälfte des 20. Jh. sowie eine alte Schulstube und eine Schuhmacherwerkstatt sowie bäuerliche Gerätschaften für Feld, Haus und Hof.                                                                                    | 1993                |                                  | Eschacher Straße         |                                            |      |
| Fischen im Allgäu    | Skimuseum Fischen             | Das Skimuseum im Fischinger Heimathaus, einem auf das 17. Jahrhundert zurückgehenden Bauernhaus, präsentiert Ausstellungsstücke vom Schneeschuh bis zum Rennski und dokumentiert damit die Entwicklung des im Allgäu bereits Ende des 19. Jahrhunderts praktizierten Skisports.                                                                                       |                     |                                  | Fischinger Heimathaus    |                                            |      |
| Immenstadt im Allgäu | Allgäuer Bergbauernmuseum     | Das Allgäuer Bergbauernmuseum ist ein Freilichtmuseum im Immenstädter Ortsteil Diepolz. Mehrere Gebäude, darunter ein Bergbauernhof, Tierställe, eine Alpe sowie ein Kräutergarten dokumentieren das ländliche Leben einer Bergbauernfamilie um 1920. |                     | Verein Allgäuer Bergbauernmuseum | Diepolz                  | weitere Bilder                             |      |
| Immenstadt im Allgäu | Museum Hofmühle               | Das Museum in der ehemaligen Hofmühle ist ein kulturgeschichtliches Museum mit wirtschaftsgeschichtlichem Schwerpunkt und einer Kunstsammlung. | 1990                | Heimatverein Immenstadt          | Ehemalige Hofmühle       | weitere Bilder                             |      |
| Missen-Wilhams       | Carl-Hirnbein-Museum          | Das Museum dokumentiert die Lebens- und Wirkungsgeschichte des in Wilhams geborenen Agrarreformers Carl Hirnbein und gibt mit Geräten und Archivalien einen Einblick in Milchwirtschaft, Flachsanbau, Handwerk und die Entwicklung des Fremdenverkehrs im Allgäu von 1800 bis 1990.                                                                                   |                     |                                  | Rathaus Missen           |                                            |      |
| Oberstaufen          | Bauernhausmuseum „S’Huimatle“ | Das Bauernhausmuseum in einem über 300 Jahre alten Bauernhaus in Knechtenhofen vermittelt mit Küche, Stube, Schlafzimmer und Käskeller eine Vorstellung vom bäuerlichen Leben im 19. Jahrhundert. Gezeigt werden außerdem landwirtschaftliche Geräte. | 1979                |                                  | Knechtenhofen            | weitere Bilder                             |      |
| Oberstaufen          | Heimatmuseum beim Strumpfar   | Das Heimatmuseum in einem 1788 erbauten Bauernhaus, in dem Strumpfwirker wohnten und arbeiteten, gibt mit seiner Einrichtung, Möblen, Hausrat und Spielzeug einen Einblick in die frühere Lebensweise der Bewohner. Strumpfwirkerstube und Laden sind original erhalten. Über 400 Ausstellungsstücke dokumentieren die Oberstaufener Orts- und Lebensgeschichte.      |                     |                                  | Strumpfarhaus            | weitere Bilder                             |      |
| Oberstdorf           | Heimatmuseum Oberstdorf       | Das Heimatmuseum in einem um 1620 erbauten Bauernhaus zeigt Exponate zu Handwerk, Land- und Alpwirtschaft, Jagd, Alpinismus, Musik und Brauchtum. | 1932                |                                  | Köcherlerhaus            | weitere Bilder                             |      |
| Oy-Mittelberg        | Allgäuer Steinerlebniswelt    | Die Steinerlebniswelt ist ein Mineralmuseum und zeigt etwa 2.400 Kristalle und geschliffene Mineralien von über 350 Fundstellen aus Europa. |                     |                                  | Bahnhofstraße            | weitere Bilder                             |      |
| Sonthofen            | AlpenStadtMuseum              | Das Museum in einem ehemaligen Bauernhof mit modernem Anbau dokumentiert, wie früher früher mehrere Generationen gemeinsam in einem Mitterstallhaus gelebt haben. Weitere Themenkreise sind die Geschichte der Stadt und die NS-Ordensburg Sonthofen. | 2023                |                                  | Sonnenstraße             | weitere Bilder                             |      |
| Sonthofen            | Minimobil Museum              | Das Modellmuseum gibt mit über 23.000 Modellautos, die überwiegend im HO-Maßstab gehalten sind, einen Einblick in die Automobilgeschichte. Mehrere hundert Schiffs-, Flugzeug- und Raumschiffmodelle bieten eine Übersicht über die Entwicklung der See-, Luft- und Raumfahrt. Ein eigener Bereich ist der Eisenbahngeschichte vom Adler bis zum Transrapid gewidmet. | 1997                |                                  | Oberstdorfer Straße      |                                            |      |
| Sonthofen            | Museum der Schirme            | Das Museum der Schirme dokumentiert die Geschichte des Schirm-Handwerks in Sonthofen. Ausgestellt sind Schirme aus der Zeit von 1840 bis in die Gegenwart. |                     |                                  | Bahnhofstraße            | weitere Bilder                             |      |
| Wertach              | Heimatmuseum Wertach          | Das Heimatmuseum zeigt handwerkliche, land- und forstwirtschaftliche Geräte, Möbel, sakrale Kunst, eine Gemäldegalerie, eine Sammlung von Jagd- und Kriegswaffen, Tierpräparate sowie die älteste Kirchenuhr des Allgäus. | 1968                |                                  | Feuerwehrhaus            |                                            |      |
| Wiggensbach          | Heimatmuseum Wiggensbach      | Das Heimatmuseum zeigt Objekte aus Gotik, Barock und Rokoko, Zeugnisse der Volksfrömmigkeit, eine Bauernstube, Hausrat, altes landwirtschaftliches Gerät und örtliche Handwerkskunst. | 1994                |                                  | Kempter Straße           |                                            |      |

## Ehemalige Museen
| Gemeinde  | Name                         | Kurzbeschreibung | geschlossen/ aufgelöst | Träger     | Standort        | Bild           | Link |
| --------- | ---------------------------- | --- | ---------------------- | ---------- | --------------- | -------------- | ---- |
| Sonthofen | Gebirgsjägermuseum Sonthofen | Das 1988 eröffnete Museum war das einzige Gebirgsjägermuseum in Deutschland und zeigt anhand zahlreicher Exponate die Geschichte der Deutschen Gebirgstruppe von 1915 bis in die Gegenwart. Der Bestand wurde 2020 in das Bayerische Armeemuseum in Ingolstadt übertragen.               | 2020                   | Bundeswehr | Grünten-Kaserne |                |      |
| Sonthofen | Heimathaus Sonthofen         | Das 1930 eröffnete Heimatmuseum präsentierte Exponate zur Geschichte und den Bewohnern des Ostrachtals sowie Wechselausstellungen. Nach Teilabriss von im 20. Jahrhundert errichteten Anbauten und Errichten eines neuen Anbaus wurde das Museum 2023 als AlpenStadtMuseum neu eröffnet. | 2020                   |            | Sonnenstraße    | weitere Bilder |      |